# Slim Bouaziz
Slim Bouaziz, (16 d'abril de 1971), és un jugador d'escacs tunisià, que té el títol de Gran Mestre des del 1993. És també entrenador FIDE i organitzador de torneigs d'escacs internacionals.
A la llista d'Elo de la FIDE del desembre de 2015, hi tenia un Elo de 2283 punts, cosa que en feia el jugador número 7 (en actiu) de Tunísia. El seu màxim Elo va ser de 2383 punts, a la llista del juliol de 2000.

## Resultats destacats en competició
Ha guanyat en dues ocasions el Campionat Àrab en els anys 1986 i 1991.

### Participació en olimpíades d'escacs
Bouaziz ha participat, representant Tunísia, en setze Olimpíades d'escacs entre els anys 1966 i 2006 (dos cops com a 1r tauler), amb un resultat de (+60 =97 –49), per un 52,7% de la puntuació. El seu millor resultat el va fer a l'Olimpíada del 1982 en puntuar 9½ de 14 (+5 =9 -0), amb el 67,9% de la puntuació, amb una performance de 2436.